# Rhagovelia nigricans
Rhagovelia nigricans är en insektsart som först beskrevs av Hermann Burmeister 1835.  Rhagovelia nigricans ingår i släktet Rhagovelia och familjen vattenlöpare. Inga underarter finns listade i Catalogue of Life.